# Dasiops arkansensis
Dasiops arkansensis är en tvåvingeart som först beskrevs av Malloch 1923.  Dasiops arkansensis ingår i släktet Dasiops och familjen stjärtflugor.
Artens utbredningsområde är Arkansas. Inga underarter finns listade i Catalogue of Life.